# 福岡県道401号宗像若宮線
福岡県道401号宗像若宮線（ふくおかけんどう401ごう むなかたわかみやせん）は、福岡県宗像市を通る一般県道である。

## 概要
宗像市くりえいと1丁目から宗像市朝町に至る。
全区間片側1車線。宗像市中心部（赤間地区）と宮若市若宮地区を結ぶメインルート。
路線名は宗像若宮線だが実際には宮若市は通っていない。

### 路線データ
- 起点：宗像市くりえいと1丁目（くりえいと南交差点、福岡県道69号宗像玄海線交点）
- 終点：宗像市朝町（福岡県道75号若宮玄海線交点）

## 路線状況

### 重複区間
- 福岡県道503号町川原赤間線（宗像市自由ヶ丘2丁目・自由ヶ丘2丁目交差点 - 宗像市野坂・宮田橋交差点）

### 道路施設

#### 橋梁
- 鍵橋（釣川、宗像市）

## 地理

### 通過する自治体
- 宗像市

### 交差する道路
| 交差する道路                           | 交差する場所    | 交差する場所              |
| -------------------------------------- | --------------- | ------------------------- |
| 福岡県道69号宗像玄海線                 | くりえいと1丁目 | くりえいと南交差点 / 起点 |
| 福岡県道503号町川原赤間線 重複区間起点 | 自由ヶ丘2丁目   | 自由ヶ丘2丁目交差点       |
| 福岡県道527号曲須恵線                  | 宮田2丁目       |                           |
| 福岡県道503号町川原赤間線 重複区間終点 | 野坂            | 宮田橋交差点              |
| 国道3号                                | 野坂            | [ 注釈 2 ]                |
| 福岡県道75号若宮玄海線                 | 朝町            | 終点                      |

### 交差する鉄道
- 鹿児島本線

### 沿線
- JR九州鹿児島本線 赤間駅
- 東海大学付属福岡高等学校
- ビバモール赤間
- 福岡国際カントリークラブ